# Rumija

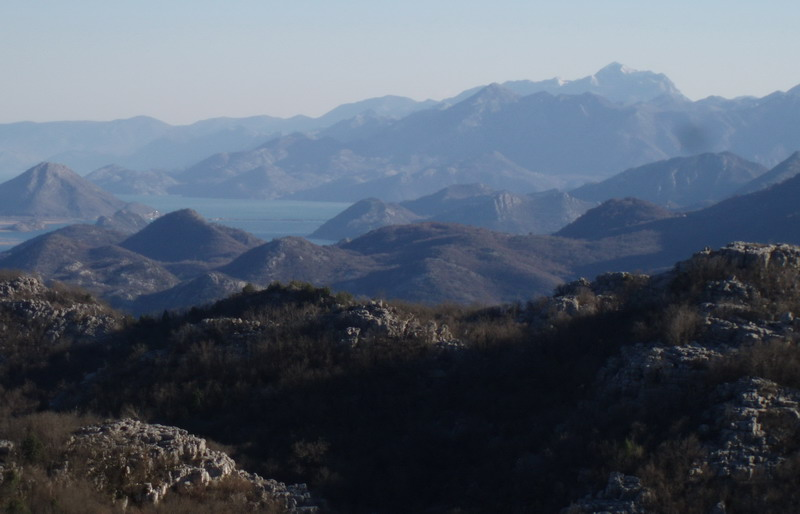
Góry Rumija i Jezioro Szkoderskie

Rumija – pasmo górskie w Górach Dynarskich. Leży w Czarnogórze. Najwyższym szczytem jest Rumija, który osiąga 1594 m. Pasmo od południowego zachodu ograniczone jest Morzem Adriatyckim a od północnego wschodu Jeziorem Szkoderskim. Najważniejszym miastem regionu jest Bar.
Szczyty:
- Rumija - 1594 m,
- Brisan - 1435 m,
- Kozjak - 1427 m,
- Loška - 1353 m,
- Čagoglina - 1297 m,
- Debelin - 1205 m,
- Široka Strana - 1185 m,
- Vrsuta - 1183 m.